# Yórgos Dédes
Yórgos Dédes (en grec : Γιώργος Δέδες), né le 25 février 1943, est un footballeur grec au poste d’attaquant.
Dédes fut le buteur du Panionios Athènes (151 buts en championnat de Grèce entre 1962 et 1974). Il fut notamment deux fois meilleur buteur du championnat en 1971 et 1976.
En 1975, il fut transféré à l’AEK Athènes où il termina sa carrière trois ans plus tard.
Dédes compte 23 sélections et 7 buts en équipe de Grèce.